# Camilla Huseby
Camilla Huseby (12 aprile 1999) è una calciatrice norvegese, difensore del Vålerenga.

## Carriera

### Nazionale
Huseby viene convocata dalla Norges Fotballforbund (NFF), la federazione calcistica della Norvegia, fin da giovanissima, inserita in rosa con la formazione Under-15 dal 2014, per passare l'anno seguente sia alle formazioni Under-16 che Under-17.
Inserita in rosa con quest'ultima, impegnata alla prima fase di qualificazione al campionato europeo di Bielorussia 2016, fa il suo esordio in una competizione ufficiale UEFA il 23 ottobre 2015, nell'incontro dove la Norvegia si impone per 14-0 sulle pari età della Moldavia e dove al 13' segna la rete del parziale 2-0. Conquistato con il primo posto nel gruppo J, Huseby gioca la doppia amichevole del gennaio 2016 con le pari età della Rep. Ceca e un mese più tardi con l'Italia allo stadio Massimo Soprani di Ravenna, superando con quattro vittorie entrambe nazionali in lizza alla qualificazione alla fase finale. Superata positivamente anche la fase élite, la Norvegia accede alla fase finale, dove la Norvegia termina al secondo posto dietro l'Inghilterra, unica nazionale a sconfiggerla nel gruppo A, in semifinale viene sconfitta 4-0 dalle future campionesse della Spagna e nella finale per il terzo posto viene nuovamente sconfitta dalle inglesi per 2-1.
Sempre nel 2016 arriva la convocazione nella formazione Under-19, chiamata a condividere il percorso che vede raggiungere la sua nazionale alle semifinali dell'Europeo di Svizzera 2018.

## Palmarès

### Club
- Campionato norvegese femminile di seconda divisione: 1

Lyn: 2017
- Coppa di Norvegia: 1

Vålerenga: 2021

### Individuale
- Giocatrice dell'anno di 1.divisjon

2017